# Lijst van burgemeesters van Temse
Dit is een chronologische lijst van de burgemeesters van de Oost-Vlaamse gemeente Temse. De lijst begint vanaf het jaar 1800; bestuurders onder het ancien régime zijn niet opgenomen. Zie ook het artikel over Temse voor meer informatie over de verschillende legislaturen.

## Burgemeesters vóór de fusie
| Naam (Geboorte-Overlijden)               | Partij of strekking | Partij of strekking                 | Mandaat                    | Opmerkingen                                                                                  |
| ---------------------------------------- | ------------------- | ----------------------------------- | -------------------------- | -------------------------------------------------------------------------------------------- |
| Jan Emmanuel Braeckman (1758-1830)       |                     | N.v.t.                              | 1800-1814                  | Handelaar.                                                                                   |
| Augustien Van Strydonck (1782-1837)      |                     | N.v.t.                              | 1814-1825 1830-1837        | Rentenier.                                                                                   |
| Pierre Joseph Van den Broeck (1781-1854) |                     | Orangist                            | 1825-1830                  | Handelaar.                                                                                   |
| Jan Eduard De Coninck (1800-1862)        |                     | N.v.t.                              | 1838-1848                  |                                                                                              |
| Jozef Braeckman (1803-1894)              |                     | Katholiek                           | 1848-1873                  | Zoon van Jan Emmanuel Braeckman.                                                             |
| August Wauters (1814-1887)               |                     | Katholiek                           | 1874-1887                  | Textielindustrieel. Schoonzoon van Jozef Braeckman.                                          |
| Polydoor Van Raemdonck (1837-1888)       |                     | Katholiek                           | 1888                       | Grootgrondbezitter. Tevens provincieraadslid (1887-1888).                                    |
| Denijs Andries (1830-1904)               |                     | Katholiek                           | 1888-1904                  | Textielindustrieel.                                                                          |
| Jozef Wauters (1855-1919)                |                     | Katholiek                           | 1905-1919                  | Zoon van August Wauters.                                                                     |
| Paul Van De Perre (1876-1957)            |                     | Katholiek                           | 1919-1920 (waarnemend)     | Notaris en waarnemend vrederechter.                                                          |
| Alfred Andries (1864-1923)               |                     | Katholiek / Kath. Verb.             | 1920-1923                  | Industrieel. Zoon van Denijs Andries.                                                        |
| Albert Wilford (1871-1946)               |                     | Kath. Verb.                         | 1923-1932                  | Industrieel. Tevens provincieraadslid.                                                       |
| Frans Boel (1876-1943)                   |                     | Kath. Verb. / KVV (in Koncentratie) | 1933-1943                  | Scheepsbouwer (eigenaar van de Boelwerf).                                                    |
| Juul De Frangh (1885-1950)               |                     | VNV (in Koncentratie)               | 1944 (oorlogsburgemeester) | Behanger. Na WO II veroordeeld wegens collaboratie.                                          |
| Edward Cornelis (??-??)                  |                     | KVV (in Koncentratie)               | 1944-1946 (waarnemend)     |                                                                                              |
| Georges Hebbinckuys (1896-1957)          |                     | CVP                                 | 1947-1952                  | Apotheker.                                                                                   |
| Albert De Ryck (1916-1983)               |                     | CVP                                 | 1953-1954                  | Arbeider en bediende op de Boelwerf; later ook zelfstandig verzekeringsmakelaar.             |
| August Maes (1909-1996)                  |                     | CVP                                 | 1955-1976                  | Handelaar in ijzerwaren. Na zijn burgemeesterschap richtte hij de lijst Gemeentebelangen op. |

## Burgemeesters na de fusie
| Naam (Geboorte-Overlijden)  | Partij              | Partij    | Mandaat    | Opmerkingen                                                      | Zetelverdeling (bij begin van legislatuur) | Zetelverdeling (bij begin van legislatuur) |
| --------------------------- | ------------------- | --------- | ---------- | ---------------------------------------------------------------- | ------------------------------------------ | ------------------------------------------ |
| August Maes (1909-1996)     |                     | CVP       | 1977-1982  | Tevens de laatste burgemeester van de latere deelgemeente Temse. |                                            | 15                                         |
| Désiré Van Riet (1923-2005) |                     | CVP       | 1983-1988  | Directeur van een plaatselijk havenbedrijf.                      |                                            | 12 3                                       |
| Désiré Van Riet (1923-2005) | 1989-1993           | CVP       |            | Directeur van een plaatselijk havenbedrijf.                      | 13 3                                       |                                            |
| Luc De Ryck (1949-)         |                     | CVP       | 1993-1994  | Leraar en journalist. Zoon van Albert De Ryck.                   | 13 3                                       |                                            |
| Luc De Ryck (1949-)         | 1995-2000           | CVP       |            | Leraar en journalist. Zoon van Albert De Ryck.                   | 13 5                                       |                                            |
| Luc De Ryck (1949-)         | 2001-2006           | CVP       |            | Leraar en journalist. Zoon van Albert De Ryck.                   | 9 8                                        |                                            |
| Luc De Ryck (1949-)         | CD&V (in CD&V-N-VA) | 2007-2012 |            | Leraar en journalist. Zoon van Albert De Ryck.                   | 12 5                                       |                                            |
| Luc De Ryck (1949-)         | CD&V                | 2013-2018 |            | Leraar en journalist. Zoon van Albert De Ryck.                   | 11 7                                       |                                            |
| Luc De Ryck (1949-)         | CD&V                | 2019-2022 |            | Leraar en journalist. Zoon van Albert De Ryck.                   | 8 7 4                                      |                                            |
| Hugo Maes (1957-)           |                     | CD&V      | 2022-heden | Technisch leraar.                                                | 8 7 4                                      |                                            |

Brussels Hoofdstedelijk Gewest:
Anderlecht · 
Brussel

Vlaanderen:
Aalst · 
Aarschot · 
Antwerpen · 
 Asse · 
Beernem · 
Bertem · 
Blankenberge · 
Brugge · 
Damme · 
De Haan · 
De Panne · 
Deerlijk · 
Deinze · 
Eeklo · 
Evergem · 
Galmaarden · 
Geraardsbergen · 
Gent · 
Halle · 
Hasselt · 
Herent · 
Herk-de-Stad · 
Herzele · 
Heusden-Zolder · 
Houthalen-Helchteren · 
Ichtegem · 
Kaprijke · 
Knokke-Heist · 
Kortemark · 
Kortenberg · 
Kortrijk · 
Leuven · 
Lichtervelde · 
Lievegem · 
Lokeren · 
Maldegem · 
Mechelen · 
Moerbeke-Waas · 
Ninove · 
Oostende · 
Oostkamp · 
Poperinge · 
Roeselare · 
Ronse · 
Sint-Lievens-Houtem · 
Sint-Niklaas · 
Sint-Truiden · 
Temse · 
Tielt · 
Tienen · 
Tongeren · 
Torhout · 
Veurne · 
Waregem · 
Wellen · 
Wetteren · 
Wichelen · 
Zaventem · 
Zedelgem · 
Zele · 
Zonhoven · 
Zottegem

Wallonië: 
Charleroi · 
's-Gravenbrakel · 
Morlanwelz · 
Ophain-Bois-Seigneur-Isaac